# Tadeusz Wojciechowski (Dirigent)
Tadeusz Wojciechowski (* 4. August 1952 in Warschau) ist ein polnischer Dirigent und Cellist.
Wojciechowski studierte an der Musikakademie Warschau Cello bei Andrzej Orkisz und Dirigieren bei Stanisław Wisłocki. 1973–74 besuchte er am Pariser Konservatorium die Meisterklasse des Cellisten Bernard Michelin. In dieser Zeit arbeitete er u. a. mit dem Orchestre de Versaille, den Les Musiciens de Paris, dem Orchestre des Pasdeloup, dem Orchestre de Colonne und dem Orchestre de Conservatoire zusammen. 1973 erhielt er beim Internationalen Wettbewerb für zeitgenössische Musik Gaudeamus in Rotterdam den Dritten Preis als Kammermusiker, 1974 den Zweiten Preis beim Dezyderiusz-Danczowski-Cellowettbewerb in Posen und 1979 den Zweiten Preis beim Internationalen Dirigentenwettbewerb in Besançon.
1976–77 war er Konzertmeister des Polnischen Kammerorchesters unter Leitung von Jerzy Maksymiuk, mit dem er Konzertreisen nach Italien, Deutschland und Großbritannien unternahm und Plattenaufnahmen einspielte. Von 1976 bis 1982 war er Dirigent am Warschauer Teater Wielki. 1983 wurde er Chefdirigent der Königlichen Oper Kopenhagen; diese Stelle hatte er bis 1996 inne. Daneben wurde er 1994 Direktor des Rundfunksinfonieorchesters und -chores Krakau und nach deren Auflösung bis 2006 Direktor des Teatr Wielki und dirigierte als Gast an der Metropolitan Opera in New York, dem Teatro La Fenice in Venedig, dem Teatro Carlo Felice in Genua, der Königlichen Oper in Stockholm und der Königlichen Oper in Oslo.
Von 1998 bis 2004 war Wojciechowski künstlerischer Leiter des Musikfestivals in Łańcut und der Filharmonia Rzeszowska. 2002 wurde er Chefdirigent des Pommerschen Philharmonischen Sinfonieorchesters, von 2005 bis 2008 war er künstlerischer Leiter der Philharmonie Łódź. Seit 2009 ist er künstlerischer Leiter, seit 2012 Generaldirektor des Polska Orkiestra Sinfonia Iuventus.
Daneben hatte er Auftritte in Deutschland, Großbritannien, Luxemburg, Belgien, Dänemark, Norwegen, Schweden, Slowenien, Italien, Frankreich, Türkei, den USA, Mexiko, Kolumbien und Japan und machte viele Archivaufnahmen für den polnischen Rundfunk und den dänischen Rundfunk. Außerdem ist er Erster Gastdirigent der Lettischen Nationaloper in Riga und arbeitet regelmäßig mit der Bayerischen Staatsoper in München zusammen. 2007 wurde er mit der Silbernen Gloria-Artis-Medaille für kulturelle Verdienste ausgezeichnet.